# MWC 480
MWC 480是一顆年輕的恆星，距離大約455光年，質量大約是太陽的兩倍，位置在金牛座的恆星形成區。它的名稱是源自威爾遜山有明亮氫譜線的A和B型恆星目錄（Mount Wilson Catalog of B and A stars with bright hydrogen lines in their spectra）。
MWC 480 是有著X射線輻射的典型前主序赫比格Ae/Be星，但光電吸收多了一個數量級。它有一個被原行星盤環繞的氣體殼層。天文學家使用ALMA（阿塔卡馬大型毫米及次毫米波陣列）已經發現環繞著MWC 480的原行星盤含有大量的複雜碳基分子乙腈（CH3CN），在盤中也發現了氰化氫（HCN）；但尚未見檢測到行星形成的跡象。

## 參考資料

年輕恆星MWC 480與周圍的星空。